# No. 45 (Royal Marines) Commando
No. 45 (Royal Marines) Commando je bil Commando Oboroženih sil Združenega kraljestva, ki so ga sestavljali kraljevi marinci.

## Zgodovina
Enota je bila ustanovljena avgusta 1943. Med operacijo Overlord je pristala na obali Meč in nato sodelovala v nadaljnjih bojih na evropskem kontingentu. Po koncu evropskih bojev je bila premeščena na Daljni vzhod kot del 3. komandoške brigade. 